# Ryszard Jabłoński (aktor)
Ryszard Jabłoński (ur. 4 lipca 1952 w Trzebnicy) – polski aktor teatralny, filmowy i dubbingowy, pedagog.

## Życiorys
Ukończył studia na Wydziale Aktorskim Państwowej Wyższej Szkoły Filmowej Telewizyjnej i Teatralnej im. Leona Schillera w Łodzi (1976), na macierzystym wydziale uzyskał stopień doktora sztuk teatralnych (2014). Zadebiutował 7 października 1975 rolami Elfa, Muru - Ryjka w Śnie nocy letniej Williama Szekspira w reżyserii Henryka Tomaszewskiego.
Występował na deskach Teatru im. Cypriana Kamila Norwida w Jeleniej Górze (1975-1976), Teatru im. Wilama Horzycy w Toruniu (1976-1979), Wrocławskiego Teatru Współczesnego im. Edmunda Wiercińskiego (1979-1984), Teatru Dramatycznego w Warszawie (1984-1992), Teatru im. Wandy Siemaszkowej w Rzeszowie (2004-2008), Teatru Powszechnego im. Jana Kochanowskiego w Radomiu (2008-2010) oraz Teatru Nowego im. Kazimierza Dejmka w Łodzi (2010-2012). Współpracował także z warszawskimi scenami, Teatrem na Woli (1994), Teatrem Komedia (1996) oraz Teatrem Narodowym (1998).
Wystąpił w kilkudziesięciu rolach teatralnych w spektaklach takich reżyserów jak Krystyna Meissner, Marek Okopiński, Kazimierz Braun, Jacek Weksler, Jan Szurmiej, Tadeusz Łomnicki, Maciej Prus, Jacek Bunsch, Krzysztof Babicki, Jerzy Gruza i Andrzej Żuławski.
Odznaczony przez Ministra Kultury i Dziedzictwa Narodowego Brązowym Medalem „Zasłużony Kulturze Gloria Artis” (2007).
W maju i czerwcu 2014 wydawnictwo Warszawska Firma Wydawnicza wydała jego dwie książki pt. Polny konik i rybka oraz Najprawdziwsze bajki.
Wykładowca scen współczesnych w Studium Aktorskim im. Aleksandra Sewruka przy Teatrze im. Stefana Jaracza w Olsztynie.

## Role teatralne
- Sen nocy letniej, William Shakespeare postać: Ryjek; Elf w teatrze im. Cypriana Kamila Norwida Jelenia Góra (1975)
- Henryk VI na łowach postać Ryszarda w teatrze Teatr im. Wilama Horzycy w Toruniu 1976
- Filoktet postać Neoptolemosa w Teatrze im. Wilama Horzycy Toruń (1976)
- Iwona księżniczka Burgunda (autora Witolda Gombrowicza) postać Księcia Filipa w Teatrze im. Wilama Horzycy Toruń 1977
- Łaźnia postać Towarzysza Dwojkina w Teatrze im. Wilama Horzycy Toruń 1977
- Maria Stuart (autora Juliusz Słowacki) postać Pazia Marii (1977)
- Matka (autor Maksym Gorki) postać	Szewcowa (1977)

## Filmografia
- 2014: Przyjaciółki jako policjant (odc. 43)
- 2010: Usta usta jako taksówkarz (odc. 2)
- 2008: Teraz albo nigdy!  jako mężczyzna protestujący pod klubem Andrzeja (gościnnie)
- 2007: Ja wam pokażę! jako policjant (gościnnie)
- 2007: Halo Hans! jako Skrzetuski (odc. 1)
- 2006: Mrok jako Cieślak (gościnnie)
- 2006: Bezmiar sprawiedliwości jako strażnik
- 2006: Bezmiar sprawiedliwości (serial) jako strażnik
- 2006: Ranczo jako Instruktor nauki jazdy (gościnnie)
- 2005: Anioł Stróż jako brat Józef z Kobyłki (gościnnie)
- 2004: Dziki jako Realizator tv
- 2004: Stara baśń jako młody
- 2004-2008: Kryminalni jako Instruktor na strzelnicy (gościnnie)
- 2004-2009: Pierwsza miłość jako natrętny klient night clubu „Lotos”, który  molestował tańczącą tam Marysię Radosz posługującą się nazwiskiem Andżelika Witebska (gościnnie)
- 2003: Tygrysy Europy 2 jako Józef Pachołek, syn Stanisława
- 2003: Ubu Król jako lokaj
- 2003: Na Wspólnej jako technik (gościnnie)
- 2003: Stara baśń. Kiedy słońce było bogiem jako młody
- 2001: Kameleon jako policjant Gienek
- 2001: Kameleon jako policjant Gienek
- 2001: Tam i z powrotem jako Interesant 1
- 2001-2003: Szpital na perypetiach jako prezes Sylwester Gucićwierski (gościnnie) (niewymieniony w czołówce)
- 2000-2001: Adam i Ewa jako lekarz weterynarii w stadninie koni Zdrojewskiego
- 2000: Weiser jako mężczyzna w biurze meldunkowym
- 2000: Plebania jako Gość Angeliki (2005) (gościnnie)
- 2000: Chłopaki nie płaczą jako fryzjer
- 2000: Ogniem i mieczem jako Chłop w Rozłogach
- 1999: Trzy szalone zera jako policjant
- 1999: Pierwszy milion jako Bankrut na giełdzie
- 1999: Policjanci jako Menel
- 1999-2000: Czułość i kłamstwa jako pacjent kliniki Kliniki Chirurgii Urazowej
- 1999: Ja, Malinowski jako pan w kolejce
- 1999: Na dobre i na złe jako strażnik więzienny (gościnnie)
- 1999: Świat według Kiepskich jako Redaktor (gościnnie)
- 1998-2003: Miodowe lata jako Leon (gościnnie)
- 1997: Klan jako Stasio, asystent kierownika produkcji filmu (gościnnie)
- 1997: Boża podszewka jako Rosjanin (gościnnie)
- 1997: Musisz żyć jako policjant w cywilu aresztujący narkomanów w klubie
- 1996: Deszczowy żołnierz jako ksiądz
- 1996: Bar Atlantic jako Głos Hajduka
- 1996: Ekstradycja 2 jako listonosz
- 1995: Tato jako reżyser
- 1994: Zawrócony jako Górnik
- 1993: Polski crash jako Jurek, człowiek Malika
- 1993: Czterdziestolatek. 20 lat później jako Celnik (gościnnie)
- 1992: Zwolnieni z życia jako Funkcjonariusz
- 1991: Przeklęta Ameryka
- 1991: Panny i wdowy jako Więzień łagru (odc. 4)
- 1991: Rozmowy kontrolowane jako robotnik ucztujący w baraku
- 1991: Szwedzi w Warszawie jako Maciek - głos
- 1991: Kuchnia polska jako Chrobot, milicjant w Miłkowie
- 1990: Napoleon jako Arno Gottfried, nauczyciel muzyki Minny Zimmer
- 1990: Gorzka miłość jako Feliks Przybylski, zarządzający majątkiem księcia
- 1990: Piggate jako policjant
- 1989: Paziowie jako Chłop z kalafiorem
- 1989: Gorzka miłość jako Feliks Przybylski, zarządzający majątkiem księcia (gościnnie)
- 1989: Po upadku
- 1988: Banda Rudego Pająka jako żołnierz
- 1988-1990: W labiryncie jako technik naprawiający sprzęt w laboratorium
- 1988-1991: Pogranicze w ogniu jako Intendent w pałacu księżnej Hohenlohe
- 1988: Królewskie sny jako strażnik (gościnnie) (niewymieniony w czołówce)
- 1987: Śmieciarz jako żołnierz podziemia (odc. 4)
- 1985: Przyłbice i kaptury jako Zbylut
- 1984: Trzy stopy nad ziemią jako Górnik
- 1984: Baryton jako Fotoreporter w hotelu
- 1983: Austeria jako syn Wohla
- 1983: Wilczyca jako Huzar
- 1983: Planeta krawiec
- 1983: Na krawędzi nocy
- 1982: Wielki Szu
- 1982: Wyjście awaryjne jako Chłopak na zabawie
- 1981: Wielki bieg jako Józek Butrym
- 1977: Akcja pod Arsenałem jako Katoda
- 1976: Daleko od szosy jako pracownik „Puchatka”
- 1974: Siedem stron świata jako Antek
- 1974: Zapis zbrodni jako Stefan

## Dubbing
- 2002: Król Maciuś Pierwszy
- 2001: W pustyni i w puszczy – gwary
- 2000: Bob Budowniczy i niezapomniane święta Bożego Narodzenia
- 1994-1996: Iron Man: Obrońca dobra
- 1990-1993: Zwariowane melodie
- 1988: Yogi i inwazja kosmitów
- 1987-1988: Babar
- 1980: Mały rycerz El Cid
- 1960-1966: Flintstonowie – drużynowy